# Lima Sergipano
José Luiz Lima, mais conhecido como Lima Sergipano, (Itabaiana, 21 de março de 1967) é um ex-futebolista brasileiro, que atuava como volante.
Revelado pelo Itabaiana, clube da cidade em que nasceu, Lima passou a se destacar muito pela sua dedicação. Então, despertou o interesse do Bahia, clube que o contratou, e por onde ele se destacou muito. Uma de suas marcas eram as suas cobranças de faltas, onde ele soltava verdadeiras "bombas", e que sempre levava perigo ao gol adversário. No Tricolor baiano se destacou bastante pela sua raça, dedicação e por fazer muitos gols. Ainda passou por clubes como Sport, ABC, Sergipe, Lagartense e Confiança.

## Carreira

### Como Jogador
Nascido na cidade de Itabaiana em Sergipe, Lima Sergipano começou sua carreira no futebol no clube da cidade, onde já começava se destacar pela sua raça e pelo chute potente. Não demorou a despertar o interesse do Bahia que contratou Lima em 1990.
No tricolor, o meia além de ficar conhecido pela raça e dedicação, também começou a chamar a atenção pelos gols de falta, ganhando o apelido que guarda até hoje, o "canhão do Fazendão".
Lima na sua primeira passagem deixou o Bahia em 1998 e foi emprestado ao Sport onde jogaria até 2000, nesse intervalo retornou Bahia em 1999, conquistando o Baianão daquele ano.
Cabo Lima, como era conhecido na época do tricolor, não era atacante, mas gostava tanto de balançar as redes que foi um dos maiores artilheiros nos Ba-Vis do Barradão, com seis gols, todos em partidas válidas pelo campeonato Baiano. Na época, Lima ainda era o artilheiro isolado dos clássicos no Barradão.
Ficaria no tricolor até o final da temporada de 1999, deixando o clube como o 15º maior artilheiro da história do Bahia com 84 gols, número impressionante para um volante. Pelo Bahia, entre as principais conquistas foram quatro títulos baianos e a antiga Copa Renner.
A maior prova de respeito que o torcedor tricolor poderia mostrar veio em uma partida do Bahia diante do Confiança pela Série C de 2007. Falta para o Confiança: Lima ajeitou a bola e bateu firme, a redonda acertou o travessão tricolor. Os torcedores presentes na Fonte Nova aplaudiram e gritaram o nome do jogador, que retribuiu aplaudindo de volta.
Depois do Tricolor baiano, Lima ainda passou por clubes como Sport e Confiança, antes de pendurar as chuteiras aos 41 anos.

### Como Técnico
Ex-técnico de juniores do Confiança e Itabaiana, Lima Sergipano teve o seu primeiro desafio com um elenco profissional em 2014. O curioso é que o time o qual ele comandou também era estreante no futebol profissional, o Independente de Simão Dias, que disputaria o Campeonato Sergipano da Segunda Divisão.
No ano de 2015, em comunicado via site oficial, o Bahia comunicou que Lima Sergipano era o novo auxiliar técnico do time juvenil e seria responsável por ajudar na formação de futuros craques do Esquadrão tricolor.
Em 2017, aos 50 anos, Lima volta a treinar um time profissional do estado de Sergipe. Pois no dia 4 de setembro, ele conheceu o elenco alvinegro e na sequência iniciou os treinos com bola da equipe do Maruinense.

## Características
Apesar de na maioria das vezes fazer a função de volante, além de ficar conhecido pela raça e dedicação, uma de suas marcas eram as suas cobranças de faltas, onde ele soltava verdadeiras "bombas", ganhando o apelido que guarda até hoje, o "canhão do Fazendão".

## Curiosidades
Em agosto de 2011, o iBahia Esportes publicou matéria tratando da situação do ex-jogador. À época, ele sobrevivia com R$ 700 por mês e revelou que o Bahia ainda não havia lhe pagado o FGTS do tempo em que defendeu o clube. A entrevista com 'Cabo Lima', como ficou conhecido, sensibilizou o presidente Marcelo Guimarães Filho, que prometeu sanar o débito com o jogador e ainda prestar homenagem a ele diante da torcida, ainda em Pituaçu. Mas posteriormente, Lima Sergipano revela novo calote do Bahia: "Não depositaram, não entrou nada. O Bahia continua me devendo".

## Títulos
Bahia
- Campeonato Baiano: 1991, 1993, 1994 e  1999
- Torneio Pernambuco Bahia: 1993 e 1994
- Copa Internacional Renner: 1997

Sport
- Campeonato Pernambucano: 1998 e 2000
- Copa do Nordeste: 2000

Confiança
- Campeonato Sergipano: 2001, 2002 e 2008
- Taça Estado de Sergipe: 2001
- Copa Governo do Estado de Sergipe: 2008

Sergipe
- Campeonato Sergipano: 2003
- Taça Estado de Sergipe: 2003